# Roumat al-Hayyib
Roumat al-Hayyib (Hebreeuws: רומת אל-הייב, Arabisch: رُمة الهـَيـْب) is een dorp van de regionale raad van al-Batuf.
Hamaam · Roumana · Roumat al-Hayyib · Uzeir